# Spomen-park Dotrščina
Spomen-groblje i park revolucije Dotrščina, nedaleko od parka Maksimira, prostor je koji obuhvaća 365 katastarskih jutara (oko 2 km2), uglavnom šumske površine. Proteže se između Maksimira i planine Medvednice. Po sadašnjoj podjeli grada pripada MO Markuševec, a istoimeni MO Dotrščina nalazi se zapadno.
Spomen-park Dotrščina zaštićeno je kulturno dobro.

## Povijest
Počevši od svibnja 1941., pripadnici Ustaša dovodili su na Dotrščinu zarobljenike te ih ondje ubijali. Žrtve su najčešće bacane u zajedničke jame, zbog čega ne postoji uvid gdje je tko sahranjen. Prema posljednjim istraživanjima iz 1985. godine procijenjeno je da je ovdje pogubljeno oko 7000 pripadnika antifašista, među kojima oko 2000 članova KPJ i SKOJ-a. Od poznatijih komunista ovdje je 17. srpnja 1941. strijeljan Ivan Krndelj (član KPJ od 1919. godine i član Pokrajinskog komiteta za Hrvatsku i Slavoniju). Ostali poznatiji intelektualci koji su ovdje našli smrt jesu Božidar Adžija, Otokar Keršovani, Ognjen Prica, Viktor Rosenzweig, Zvonimir Richtmann, Ivo Kuhn, Simo Crnogorac i August Cesarec.

## Uređenje
Zavod za zaštitu spomenika kulture grada Zagreba 5. kolovoza 1963. potpisao je ugovor s Vojinom Bakićem, Josipom Seisselom, Silvanom Seissel i Angelom Ratković za prostorno, oblikovno i idejno hortikulturno rješenje spomen-parka Dotrščina, koji obuhvaća idejno rješenje Doline grobova, idejno rješenje starog ulaznog prostora sa Svetošimunske ceste i makete dvije skulpture iz provizornog materijala.
Uređenje ovog parka završeno je 1968., kada je na visoravni kod ulaza sa Svetošimunske ceste podignut Bakićev spomenik svim žrtvama ubijenim u Dotrščini. Osim središnjeg spomenika kristaličnog oblika od nehrđajućeg čelika Bakić je u Dolini grobova, jednom od stratišta na Dotrščini, izradio šest do sedam kristaličnih skulptura. Čitav prostor i padine prekriveni su bršljanom ne bi li žrtve bile spokojnije. Osim spomen-obilježja uz put koji ide Dolinom grobova postavljene su mramorne ploče s uklesanim stihovima Ivana Gorana Kovačića i Jure Kaštelana.
Ostvarenjem spomenika strijeljanima u Dotrščini Vojin Bakić dovršio je pročišćavanje spomenika svakih suvišnih detalja, proces koji je započeo ostvarenjem spomenika Ivanu Goranu Kovačiću u Lukovdolu. Sve plohe i linije na centralnoj skulpturi u Dotrščini svedene su na minimum i jednostavnost, što stvara određenu igru svijetla i sjene, ovisno o kutu promatranja. Ovom skulpturom Bakić ne definira posjetitelju što se ovdje dogodilo, skulptura je samo apstraktna posveta svim strijeljanima, lišena bilo kakve naracije ili ideologiziranosti.
U planu su još bile izrade spomen-obilježja Zagrepčanima poginulima u NOB-u na ostalim frontama u Jugoslaviji, na savezničkim frontama izvan Jugoslavije, u Španjolskom građanskom ratu, u Oktobarskoj revoluciji, memorijalni muzej te komemorativni i manifestacijski prostor s imenima žrtava, ali je zbog ekonomsko-političkih promjena 1990. obustavljena daljnja izgradnja spomenika u parku.

### Kameni blok
Povodom Dana pobjede nad fašizmom i Dana Europe 9. svibnja 2023. godine u Dotrščini je otkrivena replika spomen ploče koja je kao sjećanje na žrtve ustaške vlasti izvorno postavljena 1968. godine. Taj blok, koji je stajao uz stube na ulazu u spomen-park, uklonjen je početkom 1990-ih godina, nakon čega nije vraćen. Natpis na bloku, stiliziran verzalima i manjkom razgodaka, glasi:
U šumi zvanoj Dotoršćina / od 1941 do 1945 godine / okupatori i njihove sluge / mučili su ubili i u jame ba / cili hiljade znanih i nezna / nih sinova i kćeri naše zem / lje i nepokorenog Zagreba / Neuništivoj uspomeni / boraca i mučenika pos / većeno je spomen groblje / i park revolucije / Dotorščina
Za povratak bloka pokrenuta je 2017. godine inicijativa projekta »Virtualni muzej Dotrščina«, u sklopu koje se 23. rujna te godine u parku održao performans »Osunčana mjesta« Zorana Pavelića.

## Spomenici
Spomen-park Dotrščina sastoji se od sljedećih spomeničkih kompleksa:
| Fotografija | Naziv                                                                                | Autori                                                                                              | Godina izgradnje |
| ----------- | ------------------------------------------------------------------------------------ | --------------------------------------------------------------------------------------------------- | ---------------- |
|             | Početak »puta mučeništva«                                                            | kipar Vojin Bakić, prostorni dizajn Josip Seissel, Sonja Jurković, Silvana Seissel i Angela Rotkvić | 1968.            |
|             | Spomenik žrtvama fašizma u Zagrebu 1941. – 1945.                                     | kipar Branko Ružić, prostorni dizajn Dragutin Kiš, stihovi Ivan Goran Kovačić („Proljeće“)          | 1981.            |
|             | Spomenik poginulima u oslobođenju Zagreba 1945.                                      | kipar Kosta Angeli Radovani                                                                         | 1989. – 1993.    |
|             | Spomenik revolucionarima i ilegalcima ubijenima po ulicama Zagreba od 1919. do 1941. | kipar Stevan Luketić, prostorni dizajn Nedeljko Hiršl,                                              | 1985.            |
|             | Dolina grobova                                                                       | kipar Vojin Bakić                                                                                   | rane 1980-e      |

## Ostalo
- Godine 2014. na prostoru spomen-parka održano je prvo izdanje memorijalne utrke u čast žrtava fašizma povodom Dana oslobođenja Zagreba.[4]

## Vanjske poeznice
|  | Zajednički poslužitelj ima još gradiva o temi Spomen-park Dotrščina |

- Projekt Dotrščina